# Halopteris campanula
Halopteris campanula är en nässeldjursart som först beskrevs av Busk 1852.  Halopteris campanula ingår i släktet Halopteris och familjen Halopterididae. Inga underarter finns listade i Catalogue of Life.